# Shibuya Deep A
『Shibuya Deep A』（シブヤ ディープ エー、2009年4月10日以降は『SHIBUYA DEEP A』。読みは同じ）は、NHK総合テレビジョン（2011年3月4日まではBS2）で放送されていた視聴者参加型の投稿バラエティ番組である。

## 番組概要
2007年2月9日および3月9日にパイロット版が放送され、同年4月6日より毎週金曜日夜に放送していた。2009年8月21日放送分の「夏休み90分スペシャル!」に限り、生放送ではなくVTR収録となった。
自分だけのこだわりを紹介する「我がDeep道」、身の回りで起きたニュースを紹介する「Deep A ニュース」、恋愛や人生の悩みを相談する「Shibuya駆け込み寺」、ケータイ写真で撮ったおもしろ写真を紹介する「ケータイPHOTO選手権！」など様々なテーマで視聴者から投稿を生放送で募集。出演者がそれを読み上げ、トークを展開していく。他にもスタジオと視聴者の自宅のパソコンをつなぎ、マウスだけで絵を描いてもらう「マウス画伯選手権」など様々なコーナーがあった。現在の人気コーナーは、視聴者が恋愛で言われた、あるいは言われたいセリフを、その日のゲストが心を込めて言う「胸キュンDeepコロシアム」や、ケンドーコバヤシが視聴者からのムチャぶりに即興で答える「教えて！ケンコバ○○○」（○○には、先生や将軍、大明神などが入り、その都度ケンコバのキャラクターが変わる）、番組が出題する問題に携帯電話で答えるだけで、参加者一人ずつの性格診断ができてしまう「Deep○○度チェック」などが人気となっている。後述の総合テレビでの開始より、放送前のみスマートフォンからも投稿が可能となった。
2010年4月5日よりワンセグ2でも同時放送、さらに毎週月曜夕方にBShiで再放送されるようになった(2011年3月7日まで)。しかし、そのBShiを廃止することを含めたテレビジョン放送完全デジタル化に伴う抜本改編で、2011年4月16日の放送から総合テレビへ移動されることが決まった（なお月1回（基本的には第1金曜深夜）は同じくBSにて放送されていた「MAG・ネット」（2012年度まで）が放送されるため当番組は休止となる）。
2011年9月9日放送分より、ワンセグ2で放送されていた「ワンセグお笑いバトル」が、総合テレビでも放送されるようになった。
2012年11月9日の放送はケンコバの欠席は決まっていたが、淳の出演辞退により、田村亮（ケンコバの代理として10月26日の放送で決定）とココリコ遠藤が代理司会を務めていた。
2013年9月27日をもって放送終了。

## 放送時間
いずれも金曜日に放送（日付が変わった場合のみ別途表記）。放送チャンネルは開始時から2011年3月まではBS2、同年4月以降は総合テレビ。
2007年2月9日
23:30 - 土曜 1:00（金曜深夜）
2007年3月9日 - 2008年3月21日
22:30 - 0:00
2008年4月4日 - 2011年3月4日
BS2 23:00 - 0:00（不定期で30分拡大あり）
ワンセグ2（Eテレ・ワンセグ放送のみ差し替え）は2010年4月5日より放送し、「延長戦」あり。
再放送（BShi）
2010年4月5日 - 2011年3月7日：17:00 - 18:00
2011年4月16日 - 2012年3月31日
土曜 0:15 - 1:14（金曜深夜、原則第1金曜休止）
ワンセグ延長戦 ワンセグ2 1:15 - 1:45（同上、休止日は別番組）
2012年4月14日 - 2013年3月
土曜 0:25 - 1:24（金曜深夜、原則第1金曜休止）
『NEWS WEB 24』の開始に伴い10分繰り下げ。なお、九州・沖縄地方では月1回程度『きん☆すた ディレクターズカット版』放送のため休止。
2013年4月 - 2013年9月27日
土曜 0:10 - 1:09（金曜深夜、原則第1金曜休止）
『NEWS WEB 24』の放送時間変更に伴い15分繰り上げ。

## 出演者

### 司会
最終回時点
- 田村淳（2009年4月 - ）
- ケンドーコバヤシ（2007年2月放送開始時 - ）

#### 放送期間中に卒業した司会
- 加藤浩次（極楽とんぼ）（2007年2月放送開始時 - 2009年3月）

### 進行役
最終回時点
- 三輪秀香（最後の進行役で5代目、2013年4月 - ）

#### 放送期間中に卒業した進行役
最終代よりから
- 西堀裕美（三輪の前の進行役で4代目、2012年4月 - 2013年3月）
- 橋本奈穂子（西堀の前の進行役で3代目、2011年4月 - 2012年3月）
- 荒木美和（橋本の前の進行役で2代目、2010年4月 - 2011年3月）
- 塚原愛（荒木の前の進行役で初代、2007年2月放送開始時 - 2010年3月）

### コーナー担当
- 茂木淳一（2007年2月放送開始時 - 2013年9月最終回）

### レギュラー変遷
- 2007年2月放送開始時 - 2009年3月
  - 司会
    - 加藤浩次 / ケンドーコバヤシ

  - 進行
    - 塚原愛

  - コーナー
    - 茂木淳一
- 2009年4月 - 2010年3月
  - 司会
    - 田村淳 / ケンドーコバヤシ

  - 進行
    - 塚原愛

  - コーナー
    - 茂木淳一
- 2010年4月 - 2011年3月
  - 司会
    - 田村淳 / ケンドーコバヤシ

  - 進行
    - 荒木美和

  - コーナー
    - 茂木淳一
- 2011年4月 - 2012年3月
  - 司会
    - 田村淳 / ケンドーコバヤシ

  - 進行
    - 橋本奈穂子

  - コーナー
    - 茂木淳一
- 2012年4月 - 2013年3月
  - 司会
    - 田村淳 / ケンドーコバヤシ

  - 進行
    - 西堀裕美

  - コーナー
    - 茂木淳一
- 2013年4月 - 9月最終回
  - 司会
    - 田村淳 / ケンドーコバヤシ

  - 進行
    - 三輪秀香

  - コーナー
    - 茂木淳一

### 不定期出演 (初回から最終回までの全て)

#### 男性
- 大塚範一
- 陣内智則
- 田村亮（ロンドンブーツ1号2号）
- 徳井義実（チュートリアル）
- タカアンドトシ
- 品川祐（品川庄司）
- ふかわりょう
- ルー大柴
- おぎやはぎ
- バナナマン
- 髭男爵
- TKO
- 上島竜兵（ダチョウ倶楽部）
- 竹山隆範
- 土田晃之
- 江川達也
- 杉浦太陽
- 浅利陽介
- 加藤和樹
- 斉藤祥太
- 細川茂樹
- 大東駿介
- バッファロー吾郎A（バッファロー吾郎）
- 佐野和真（俳優）
- 関根勤
- 松岡卓弥（サーターアンダギー）
- ワッキー（ペナルティ）
- 福士蒼汰（俳優）
- ウエンツ瑛士
- コカドケンタロウ・中岡創一 （ロッチ）
- 千葉雄大[4]
- 高橋茂雄 （サバンナ）
- 川島明・田村裕 （麒麟）
- 加藤シゲアキ （NEWS）
- 藤本敏史 （FUJIWARA）
- 加藤和樹
- クリス松村

- 渡部秀
- 斎藤工
- 中野裕太
- 相葉弘樹
- 井上正大
- 竹原慎二
- 高田延彦
- 高山善廣
- 武蔵
- 須藤元気
- 西島隆弘（AAA）
- 與真司郎（同上）
- 名越康文
- 篠原菊紀（脳科学者）
- 澤口俊之（同上）
- 島田秀平
- 鈴木裕樹（D-BOYS）
- 碓井将大（同上）
- 和田正人（同上）
- 荒木宏文（D-BOYS、D☆DATE）
- 堀井新太（同上）
- 五十嵐隼士（当時：D-BOYS、D☆DATE）
- 柳下大（同上）
- JOY（モデル）
- 河本準一（次長課長）
- 澤部佑（ハライチ）
- 村上健志（フルーツポンチ）
- ウド鈴木（キャイ〜ン）
- 本郷奏多
- ヒャダイン(前山田健一)（作詞家、作曲家、編曲家）

- ねづっち（当時：Wコロン）
- 佐田正樹・清人（バッドボーイズ）
- 藤原一裕（ライセンス）
- 吉永賢一（勉強法研究家）
- ユージ（モデル）
- 福田薫・益子卓郎（U字工事）
- 石田純一
- 春日俊彰・若林正恭（オードリー）
- 千葉雄大（俳優）
- 藤本敏史・原西孝幸（FUJIWARA）
- 山里亮太（南海キャンディーズ）
- 相葉弘樹
- レッド吉田（TIM）
- 濱口優（よゐこ）
- 藤森慎吾・中田敦彦（オリエンタルラジオ）
- 真栄田賢・内間政成（スリムクラブ）
- 本郷奏多（俳優）
- 辻本祐樹（俳優）
- カラム（大国男児）
- スギちゃん

- 田中卓志・山根良顕（アンガールズ）
- 和田正人（D-BOYS）
- 斎藤工（俳優）
- 岩尾望・後藤輝基（フットボールアワー）
- 井上裕介・石田明（NON STYLE）
- 内間政成（スリムクラブ）
- 千葉雄大（俳優・モデル）
- 徳山秀典（俳優）
- 三浦涼介（俳優・PureBoys）
- 岡田圭右（ますだおかだ）
- 細貝圭（ココア男。）
- クロちゃん（安田大サーカス）※ワンセグ2延長戦
- 藤崎賢嗣・海野孝太（ランチランチ）※ワンセグ2延長戦
- ツネ（2700）※ワンセグ2延長戦
- かねきよ勝則（新宿カウボーイ）※ワンセグ2延長戦
- ハブ（当時：Bコース）※ワンセグ2延長戦
- RG（レイザーラモン）※ワンセグ2延長戦
- 岡安章介（ななめ45°）※ワンセグ2延長戦
- 尾形貴弘（パンサー）※ワンセグ2延長戦
- 西堀亮（マシンガンズ）※ワンセグ2延長戦
- 斉藤慎二（ジャングルポケット）※ワンセグ2延長戦
- チャンカワイ（Wエンジン）※ワンセグ2延長戦
- 向清太朗(天津）※ワンセグ2延長戦
- 飯尾和樹（ずん）※ワンセグ2延長戦
- 大地洋輔（ダイノジ）※ワンセグ2延長戦
- 浜谷健司（ハマカーン）※ワンセグ2延長戦
- 山本栄治（アンバランス）※ワンセグ2延長戦
- 安達健太郎（当時：カナリア）※ワンセグ2延長戦
- 関太（タイムマシーン3号)※ワンセグ2延長戦
- エハラマサヒロ※ワンセグ2延長戦
- 岩崎一則・上田浩二郎（Hi-Hi）※ワンセグ2延長戦
- 金成公信（ギンナナ）※ワンセグ2延長戦
- 高橋健一・今野浩喜（当時：キングオブコメディ）※ワンセグ2延長戦
- 長友光弘（響）※ワンセグ2延長戦
- 永沢たかし（磁石）※ワンセグ2延長戦
- 熊谷岳大（ガリットチュウ）※ワンセグ2延長戦
- 宮地謙典（ニブンノゴ!）※ワンセグ2延長戦
- 西尾季隆（X-GUN）※ワンセグ2延長戦
- アイアム野田（鬼ヶ島）※ワンセグ2延長戦
- 赤羽健一（ジューシーズ（現：サルゴリラ））※ワンセグ2延長戦
- もう中学生 ※ワンセグ2延長戦
- おたこぷー（プー&ムー） ※ワンセグ2延長戦
- 佐藤哲夫（パンクブーブー） ※ワンセグ2延長戦
- 岩橋良昌（プラスマイナス） ※ワンセグ2延長戦
- 植野行雄（デニス） ※ワンセグ2延長戦
- ちゅうえいさん（流れ星） ※ワンセグ2延長戦
- 新妻悠太（当時：トップリード）※ワンセグ2延長戦

#### 女性
- ソニン[注 4]
- 上原さくら
- 小林恵美
- 関根麻里
- 坂下千里子
- 中川翔子
- 加藤夏希
- 森下千里
- 小野真弓
- 安田美沙子
- 熊田曜子
- 上原多香子
- 矢沢心
- 山本梓
- 小阪由佳
- さくら
- 東原亜希
- 有村架純（女優・タレント）
- 川島海荷（女優）
- 佐武宇綺
- 岡本玲
- 南沢奈央
- 小森純
- 菜々緒
- 吉川友
- 小野恵令奈（元AKB48)
- ソンミ（モデル）
- 芹那
- 相武紗季
- 平野綾（声優）
- misono（歌手）
- すみれ（モデル）※石田純一の娘
- 石橋杏奈

- 片瀬那奈
- 浅見れいな
- 磯山さやか
- 杉本有美
- 矢口真里
- 夏川純
- 里田まい
- 秋山莉奈
- 和希沙也
- Mie
- 松嶋初音
- SHEILA
- 黒川芽以
- 安藤沙耶香
- 堀越のり
- 今井りか
- 西川史子
- 黒川智花
- 三浦奈保子

- 南明奈
- 時東ぁみ
- 千野志麻
- 友近
- 矢吹春奈
- 南野陽子
- 池田夏希
- 谷村奈南
- 倉科カナ
- 山崎真実
- 松井絵里奈
- 優木まおみ
- 木口亜矢
- 高部あい
- 岩佐真悠子
- 原幹恵
- 西内裕美
- 西田麻衣
- 高梨臨
- 嗣永桃子（当時：Berryz工房）
- 佐武宇綺（9nine）

- 杉本彩
- 原田佳奈
- 吉川ひなの
- 西山茉希
- 神戸蘭子
- 藤本美貴
- SHELLY
- くまきりあさ美
- ほしのあき
- 愛実
- 井上和香
- 道端アンジェリカ
- 辻希美
- 甲斐まり恵
- 石川梨華
- 大沢あかね（tomboyとして）
- 黒沢かずこ（森三中）
- 椿鬼奴
- にしおかすみこ

- 近藤春菜（ハリセンボン）
- 箕輪はるか（ハリセンボン）
- 中山恵
- 小池里奈
- 辺見えみり
- 青田典子
- 道重さゆみ
- 吉澤ひとみ
- 福田萌
- おかもとまり（お笑い）
- 光浦靖子（オアシズ）
- 馬場園梓（アジアン）
- 今城理菜（コーナー進行アシスタント）
- 齊藤夢愛（同上）
- 大迫麗香（同上）
- 外岡えりか（同上）
- 久瑠あさ美（メンタルトレーター・女優）
- 谷桃子
- 栫井利依（心理カウンセラー）
- 晴香葉子（同上）
- 小池唯
- 吉木りさ
- 夏帆（女優）

- トリンドル玲奈（モデル）
- 有末麻祐子（同上）
- 河北麻友子（同上）
- 森田美位子（お天気お姉さん）
- 小林さり
- 宇野実彩子（AAA）
- 京本有加（当時：中野風女シスターズ）
- 横山ルリカ（当時：アイドリング!!!）
- 森田涼花（同上）
- 遠藤舞（同上）
- 菊地亜美（同上）
- 佐藤由加理（当時：SDN48）
- 大島麻衣
- 篠田麻里子（当時：AKB48）
- 前田敦子（同上）
- 板野友美（同上）
- 大島優子（同上）
- 高橋みなみ（同上）
- 柏木由紀（AKB48）
- 秋元才加（当時：AKB48）
- 河西智美（同上）
- 小嶋陽菜（同上）
- 佐藤亜美菜（同上）
- 北原里英（同上）
- 倉持明日香（同上）
- 横山由依（AKB48）
- 大家志津香（AKB48）
- 梅田彩佳（当時：AKB48）
- 大矢真那（当時：SKE48）
- 須田亜香里（SKE48）
- 指原莉乃（当時：HKT48）
- 高城亜樹（当時：JKT48）
- 宮澤佐江（当時：SNH48）
- 増田有華（元AKB48）

- 安座間美優
- 桜庭ななみ（当時：bump.y）
- 松山メアリ（同上）
- 西野カナ（歌手）
- 山本彩（当時：NMB48）
- 山田菜々（同上）
- 福本愛菜（元NMB48）
- 渡辺美優紀（当時：NMB48）
- 高城れに（ももいろクローバーZ）
- 松井玲奈（当時：SKE48）
- 高柳明音（SKE48）
- 秦佐和子（元SKE48）
- 奥仲麻琴（当時：PASSPO☆）
- 石原さとみ（女優）
- 住友淑恵（マナー講師）
- 井垣利英（マナーコーチ）
- 川村エミコ（たんぽぽ） ※ワンセグ2延長戦

## 放送期間中にあった名場面
DeepA名物!?システムトラブル
生放送で様々なシステムを駆使している番組であるためトラブルも多少あるが、記念すべき第1回の放送のマウス画伯選手権で参加していた視聴者の画面がフリーズ。原因は視聴者のインターネット回線の不調だったらしいが、その後何回かフリーズする視聴者がいた。最近では滅多にないため、コバヤシは「システムトラブルがないと面白くない」とも言っている。
くす玉が…!?
番組オープニングで加藤とコバヤシが話していると、頭上からくす玉が降りてきた。コバヤシがそれを引っ張ると割れずにそのまま落下。予期せぬハプニングにスタジオは大爆笑。実はコバヤシの35歳の誕生日を祝うためのくす玉だったらしいが、あと数センチずれていたら頭に直撃というとんだ誕生日祝いとなった。
塚原の衣装にダメ出しで大受け
塚原愛在任中はその奇抜な服装を加藤とコバヤシがいじることが恒例だったが、2007年10月5日放送で「最近ムカついたこと」がテーマで投稿を呼びかけたところ、「今遊びに来てた友人が塚原アナの衣装にダメ出しして帰っていった」というメールが読まれてスタジオが爆笑。その日のベストディープ道にも選ばれた。ちなみにその衣装は青いラメを入れ込んだノースリーブで、加藤とコバヤシ曰く「キャバレーのホステス」「昭和の歌謡歌手」といったものだった。
大好評!女性陣による「私服ファッションショー」
前述の通り塚原の衣装の話題で盛り上がった流れで加藤が「塚原さん、来週は私服でお願いします」とリクエストし、塚原もOKしたことにより2007年10月12日放送で女性陣による「私服ファッションショー」が決行された。当日は10メートルの花道とミラーボールも用意されてゲストのソニンと森下が颯爽と歩く中、塚原もBGM「まつり」に乗せてぎこちなく花道を歩いた。その後塚原が書いたスタッフコラムでは「こんなに恥ずかしかったことはありませんでした」「心臓バクバク」「早く終わってくれ!と念じながら歩いていました」「本当に困ります…。もう二度とないことを切に願っています!」といった心境が綴られていたが、視聴者アンケートでは92%の高い支持を得たことで次回の抜き打ちでの開催も決定していた。ただし塚原は2010年度改編で担当を外れ松山へ転勤。後を継いだ荒木も1年で担当を外され大阪へ転勤となった。
さくら!生放送で放送事故寸前の爆弾発言
2007年12月7日放送では「寒さが身にしみた瞬間」という投稿テーマで冷え性の話題になりゲストのさくらが祖父から「女の冷え性は万個の病気のもと」と教わったというエピソードを言ったが、他の出演者は放送禁止用語といわれる「まんこ」であると思ってしまったため、加藤は頭を抱え「オーマイガット」と叫び、コバヤシは終始ニヤニヤと苦笑い。さくら本人は「何笑ってるんですか～。万の個、数字の万ですよ」と補足した。これに関連して加藤は、この生放送から数時間後のTBSラジオ『加藤浩次の吠え魂』で「第2の松本明子が出たなと思った。あの瞬間、スタッフが意味もなく右往左往していた。こんな季節にさくらが咲いたね」と興奮しながら40分以上も話題を続けた。
橋本弄り
「胸キュンDeepコロシアム」では、原則としてその日の出演ゲストが投稿を紹介することになっているが、担当女性アナウンサーが指名されることがまれにある。特に2011年度についてはこの傾向が顕著で、コバヤシは年度後半になるとほぼ毎回“最後の切り札”として橋本を指名し、橋本は嫌々やらされ赤面するという状況が続いた。2012年2月25日の放送ではこの奈穂子弄りによってコーナー勝者となっている。またコバヤシは番組冒頭部の橋本登場挨拶においても、テレビデジタル化によって可視画面が拡張されたことを利用してセクハラ紛いのちょっかいを出すことが多かった。橋本は結局1年で降板し、この番組の前に放送されることになる『NEWS WEB 24』アンカーへ回ることになったが、2012年度は冒頭で司会者2人が『NEWS WEB』における橋本の感想を述べるようになっている。
西堀弄り
代わって司会者の餌食となったアナウンサーが、橋本とは同期で同じ関西人である西堀である。大阪で『あほやねん!すきやねん!』MCの経験があるとはいえ、本格的なバラエティー番組の仕切りは久々であった。橋本同様「Deepコロシアム」で指名されることがあるが、最初に指名された際、投稿読み上げの要領を掴めず、その読み方を司会者2人から「ロボットのような喋り方」と酷評された。2012年10月13日未明の放送で久々に指名された際、田村が「ロボットボイス」と発言すると、西堀は赤面。読み上げの内容もあって更に耳が赤くなるほど恥ずかしがった。ちなみに司会者2人からは「ぼりさん」と呼ばれるが、『あほ!すき!』担当時も「ぼりん」と呼ばれていた。
代理司会
2012年11月10日未明の放送は、もともとコバヤシが都合で休みとなったためその前々週における企画の結果田村淳の相方である亮が代役となり、ロンドンブーツ1号2号として進行することになっていたが、淳が警察とトラブルを起こした余波でこの番組を含め、一部を除き出演を辞退することとなった。このため急遽、ココリコの遠藤章造がもう一人の代理MCとして呼ばれる事態となった。当日は西堀が冒頭から登場し、淳から寄せられた出演辞退に関するコメントを読み上げた後、通常とは異なるオープニングタイトルを流し、代理MC2名がオープニングトークを展開した。